# All Saints Pastoral Centre

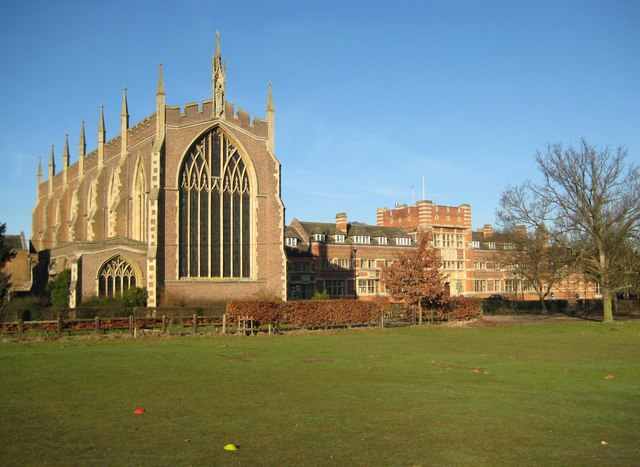
Das Konventgebäude (rechts) von 1901 und die 1964 fertiggestellte Kapelle (links)

Das All Saints Pastoral Centre ist ein ehemaliger Konvent der anglikanischen Society of All Saints Sisters of the Poor und befindet sich südlich von St Albans, Hertfordshire, Vereinigtes Königreich.

## Architektur
Das gesamte Areal umfasst inklusive Grünflächen ca. 24 Hektar; die Wohnfläche beläuft sich auf 9.933 m2.
Die Vierflügelanlage des Konventgebäudes besteht aus roten und mauvefarbigen Backsteinen und ist in einem Neo-Tudorstil errichtet. Es teilt sich in den Flügeln in zwei Stockwerke sowie ein Attikageschoss auf. Der zinnenbesetzte, zentrale Eingangsturm ist auf einer quadratischen Grundfläche errichtet und besteht aus drei Stockwerken. Er wird über dem Eingang von einem Fries durchlaufen, der die Geburt Christi darstellt. Im ersten und zweiten Stock befinden sich zurückgesetzte Fensterbänder. Die Flügel bestehen jeweils aus sechs Achsen mit Sprossenfenstern, die im Erdgeschoss zusätzlich noch Querbalken aufweisen. Das Attikageschoss enthält vier Paare von Walmdachgauben. Der Flügel rechts des Turmes endet in einer einstöckigen Halle mit sieben Lanzettfenstern. Diese sind im Perpendicular Style gehalten.
Der von den Flügeln umschlossene Innenhof weist auf Bodenhöhe pro Flügel fünf halbrunde Maßwerkfenster auf. Im ersten Stock befinden sich über dem zentralen Maßwerkfenster zwei Fensterbänder, die nach außen hin durch zwei Erker begrenzt werden. Im Attikageschoss weisen diese Achsen je eine Walmdachgaube auf. Über den äußeren Maßwerkfenstern befindet sich wieder je ein Fensterband, welches in den Ecksituationen zusätzlich um ein beide angrenzenden Flügel umfassendes Band ergänzt wird.  Das Dach des gesamten Gebäudes ist mit Schiefer ausgekleidet.

## Comper Chapel
Die Kapelle schließt am Südende nahtlos an den ursprünglichen Konvent an und ragt aus der Gebäudefassade hervor. Sie ist durch die King’s College Chapel inspiriert und verwendet gleichfarbige Backsteine wie das Hauptgebäude. Auf jeder Seite wird der Innenraum durch sechs Spitzbogenfenster erhellt, die in einer Mischung aus dem Early English und dem Perpendicular Style gestaltet sind. Dazwischen wird die Fassade durch gotische Strebepfeiler mit aufgesetzten Krabben gestützt. Der weiß gestrichene Innenraum weist Merkmale der Gotik und Renaissance auf. Über den Altar ragt ein Baldachin aus vergoldetem Holz, welcher von vier korinthischen Säulen getragen wird. Den Baldachin des Chorgestühls bildet eine hölzerne, toskanische Kolonnade mit gotischer Vertäfelung. Eine vergoldete und mit Maßwerk verzierte Orgel befindet sich am Ostende auf einer toskanischen Empore.
Am Nordende des Geländes befinden sich noch einige weitere Gebäude kleineren Formates.

## Geschichte und heutige Nutzung

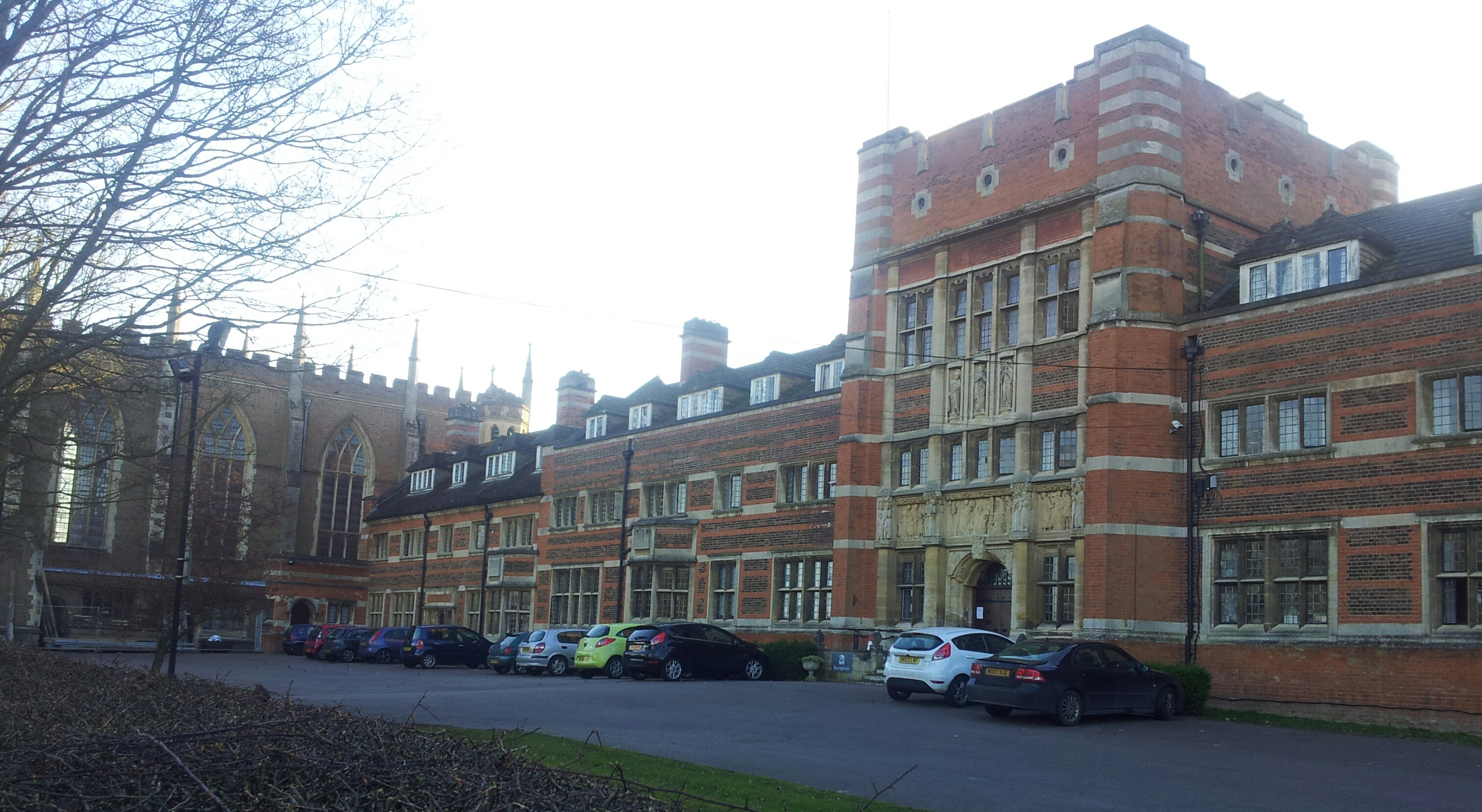
Konvent mit zentralem Turm

Der Bau des Konvents begann 1899 und wurde durch den Architekten Leonard Stokes ausgeführt. 1927 begann Ninian Comper mit dem Bau der Kapelle, die jedoch erst 1964 durch seinen Sohn, Sebastian Comper, fertiggestellt werden konnte. Dieser blieb dabei den Entwürfen seines Vaters treu. 1973 wurde der Gebäudekomplex durch das römisch-katholische  Erzbistum Westminster übernommen, das ihn bis 2011 als Priesterseminar verwendete.
1972 wurde der Konvent und die angrenzende Kapelle als schützenswertes Gebäude eingestuft. Historic England, die englische Denkmalschutzbehörde, stuft das Gebäude als Grade II* ein, also als Gebäude mit besonderer Bedeutung, die über das Spezielle hinausgeht. In diese Kategorie fallen etwa 6 % aller eingetragenen Gebäude.
Seit dem Verkauf des Gebäudekomplexes im Jahre 2011 fand keine nennenswerte Entwicklung statt. Ein Umbau zu einem Wohngebäude, wodurch anschließende Restaurierungsarbeiten gedeckt werden sollen, ist zwar geplant, konnte jedoch wegen bürokratischer Hürden bislang nicht durchgeführt werden. Aus diesem Grund verzeichnete der gemeinnützige Verein Twentieth Century Society, der sich für den Erhalt von nach 1914 errichteten britischen Gebäuden einsetzt, den Gebäudekomplex 2019 als eines der zehn meistgefährdeten in Großbritannien. Derzeit befindet sich eine internationale Schule in Teilen des Komplexes, außerdem kann der Konvent als Kongresszentrum gebucht werden. Des Weiteren diente er als Kulisse für Dreharbeiten, beispielsweise für die 12. Staffel von Taskmaster.